# Jinestra Odesa
Jinestra Odesa är en volleybollklubb (damer) från Odesa, Ukraina. Klubben grundades 1951.
På nationell nivå vann laget under sovjettiden sovjetiska mästerskapet 1960-1961 och sovjetiska cupen 1973-1974, 1980-1981 och 1982-1993. Sedan Ukraina blev självständigt har de blivit ukrainska mästare fyra gånger (2000-2001, 2001-2002, 2002-2003 och 2003-2004) och vunnit ukrainska cupen fyra gånger (2000-2001, 2001-2002, 2002-2003 och 2009-2010).
På internationell nivå har laget vunnit europacupen 1961-1962 och cupvinnarecupen 1982-1983.
Klubben har genom åren använt ett antal olika namn:
- ? - 1974 Burevestnik Odesa
- 1974 - 1992 Medin Odesa
- 1992 - 1994 Krajan Odesa
- 1994 - 2003 Dinamo-Jinestra Odesa
- 2003 -      Jinestra Odesa